# Torrild
Torrild is een plaats in de Deense regio Midden-Jutland, gemeente Odder, en telt 235 inwoners (2008).